# Eurobike
Eurobike est le plus grand salon consacré à la bicyclette avec plus de 40 000 visiteurs et 1 180 exposants venus de 45 pays en 2011. Le salon est destiné essentiellement aux professionnels de l'industrie du cycle, mais il est également ouvert pendant un jour au grand public.
Le salon est l'occasion pour les équipementiers de la bicyclette de présenter leurs nouveautés et leurs produits les plus récents. Tous les secteurs de l'industrie du cycle sont représentés, constructeurs, équipementiers, accessoires, textiles, pour tous les domaines de la bicyclette, la route, le VTT, l'urbain, le bmx, le vélo électrique, etc.

## Histoire
Le salon est créé en 1991 et se tient pendant 30 ans tous les ans fin août à Friedrichshafen en Allemagne. Il s'appelle à l'origine Mountainbike-Messe, et est dédié à accompagner la très grande progression des ventes de VTT, avant de s'élargir aux autres types de vélos. En 2006, l'Eurobike introduit les Demo Days, permettant aux visiteurs de tester les produits. Des prix sont également accordés aux meilleurs innovations du salon.
À partir de 2022, le salon a lieu à Francfort, jugé plus accessible que l'emplacement historique, et reste consacré aux nouveaux matériels cyclistes.